# 尖沙咀天星碼頭
尖沙咀天星碼頭（英語：Tsim Sha Tsui Ferry Pier），簡稱尖沙咀碼頭，前稱為九龍角天星碼頭，是香港天星小輪公司設置於九龍半島南端尖沙咀海旁的渡輪碼頭，鄰近海運大廈及尖沙咀鐘樓，由天星小輪公司提供兩條航線，前往香港島北岸的中環碼頭和灣仔碼頭。

## 歷史

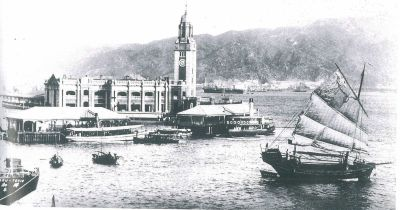
1920年尖沙咀天星碼頭

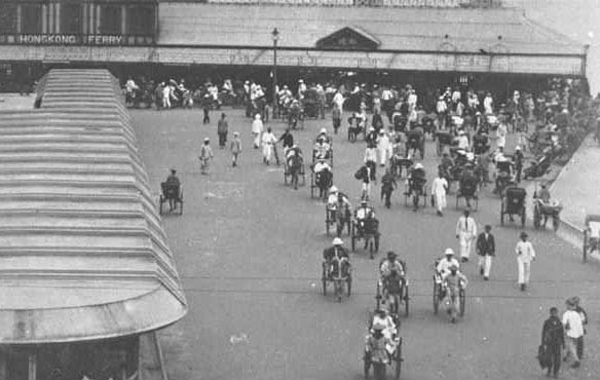
1927年尖沙咀天星碼頭前的人力車

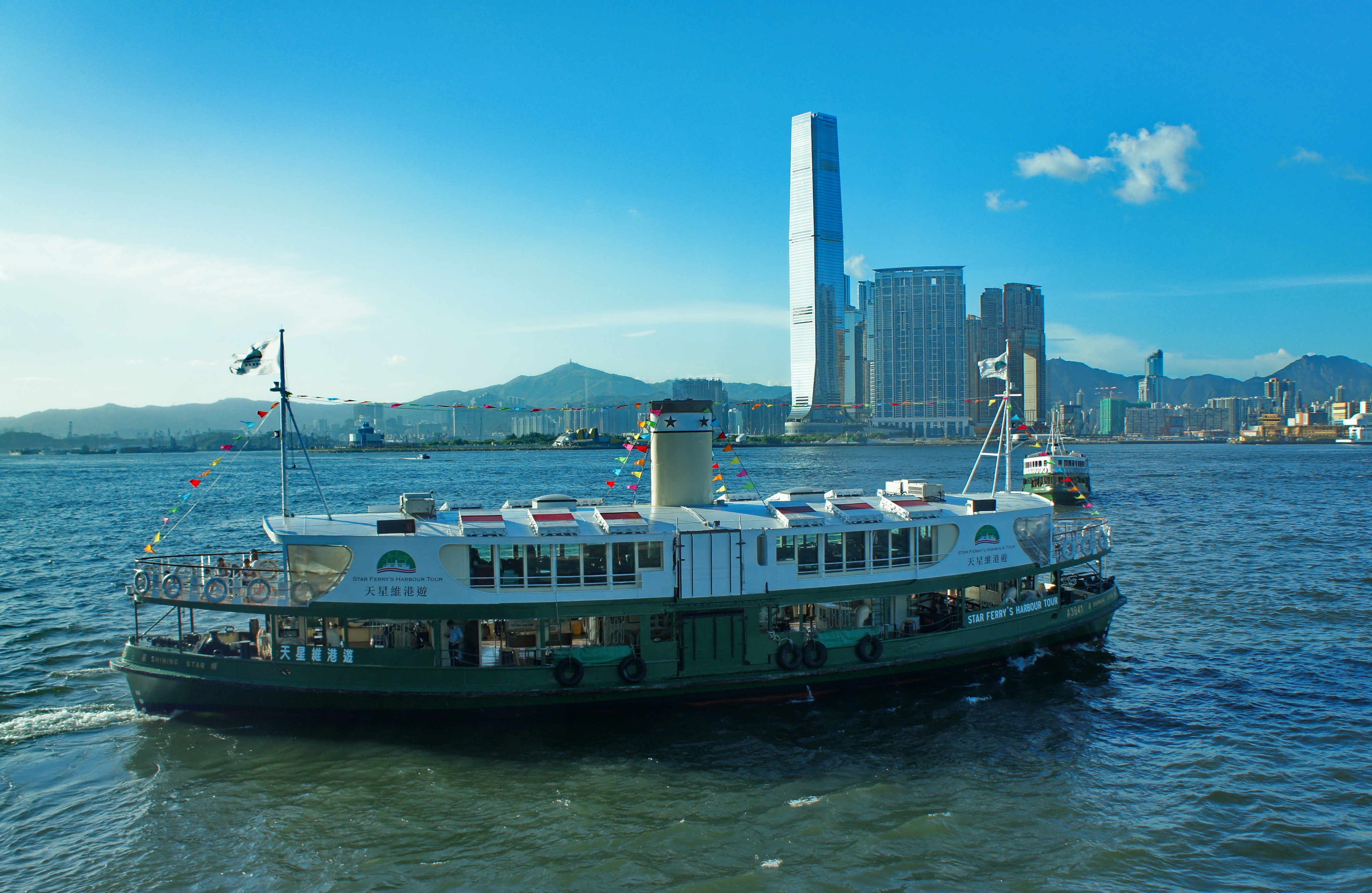
天星維港遊

在1880年時，一位波斯拜火教教徒 Dorabujee Naorojee Mithaiwala 創辦九龍渡海小輪公司，提供來往尖沙咀與中環的渡海。
1898年，九龍倉集團收購了前者，公司於是更改名稱為現時的名稱。天星小輪開辦之時，只擁有5艘以燃燒煤炭發動的單層船隻。當時的渡輪班次為40分鐘一班，穿梭中環與尖沙咀之間，費用為每位5分港元（HK$0.05）。
1904年，天星小輪在當時的九龍倉碼頭南端的九龍角興建新的天星碼頭，以木材興建，選擇地址近今海運大廈一帶，至1906年4月1日落成。同年9月18日，九龍角天星碼頭被颱風所破壞，於是設施南移至現址全面重建，至1911年重新恢復服務。
1916年，鄰近天星碼頭的尖沙咀火車站落成，使乘客量大幅上升。
1933年，天星小輪取得尖沙咀至中環航線的專營權。
1950年代初，尖沙咀天星碼頭重建，成為現時的模樣。
1979年8月2日，颱風荷貝來襲，一艘萬噸級的希臘貨船撞向尖沙咀天星碼頭，之後在九龍公眾碼頭擱淺，碼頭遭到嚴重破壞而停用數星期。
2003年開辦名為「天星維港遊」的海上遊；遊客可乘坐仿照1920年代設計的天星小輪「輝星號」暢遊維多利亞港，尖沙咀碼頭則為四個站點的其中之一，並設有售票處。
2006年11月12日，往返尖沙咀和中環的渡輪服務由本來的往返愛丁堡廣場碼頭改為往返中環7號碼頭。
2023年9月，天星小輪向政府提交文件，計劃對尖沙咀天星碼頭進行重建，並指出碼頭已經建成超過65年，超出設計壽命，設施亦日益老化。新碼頭設計將重建為兩層高的建築物，以落地玻璃設計，設有扶手電梯到登船處，二樓則為觀景台，劃分為市集和餐飲區兩部分，設有露天平台，上設商業街，並延伸至巴士總站上蓋，並設立天橋連接碼頭與香港文化中心。

## 公共運輸交匯處搬遷事件

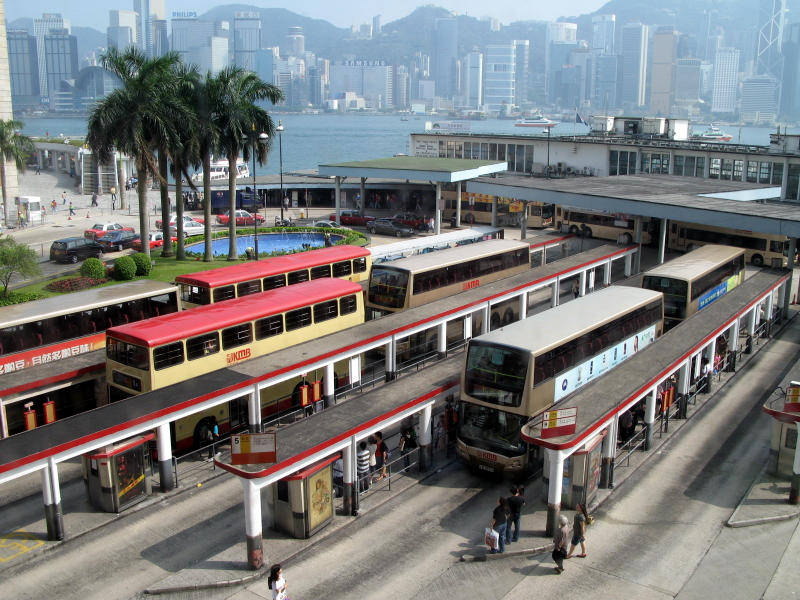
尖沙咀碼頭巴士總站

尖沙嘴天星碼頭露天廣場計畫萌芽於2000年，主要以凝聚旅客及提升香港旅遊業吸引力為目標，將尖沙咀天星碼頭對開巴士總站遷移至麼地道公共運輸交匯處，原來地址更改為興建面積約8,500平方米的露天廣場。
2005年6月8日，立法會通過旅遊事務署的建議，撥款2.7億港元將尖沙咀天星碼頭公共運輸交匯處遷往尖東永安廣場旁邊的新公共運輸交匯處，從而與尖東站形成配套，另外讓出天星碼頭公共運輸交匯處原本地址的空間以擴大碼頭旁邊的露天廣場以改善旅遊設施，使之成為尖沙咀的新地標。
天星小輪曾經聘用兩家獨立顧問公司對搬遷尖沙咀碼頭巴士總站後對天星小輪的影響進行研究，當中指出若果巴士站遷移，乘客量可能會下降8%-11%，故此會有大幅度提高票價以維持成本的需要。旅遊事務署的回應強調露天廣場有助帶動尖沙咀旅遊業發展，從而促進天星小輪客量，改道工程亦會改善附近一帶交通，不會形成擠塞。
2008年7月，九龍巴士率先將其中一條巴士線遷離尖沙咀碼頭巴士總站，使到香港市民開始關注巴士總站的未來。有市民成立了名為尖碼之聲 （页面存档备份，存于）的民間組織發起多種活動，表達反對遷拆尖沙咀碼頭巴士總站的意願。2009年4月7日，於越南河內召開的聯合國教科文組織論壇席間，討論了尖沙咀碼頭巴士總站的歷史價值及遷拆問題，引起了國際間的關注。
2009年，有關計劃獲得刊憲，其後政府收到逾一萬份反對意見，表示擔心計畫將會令到附近地區的交通暢通程度再惡化，並且認為巴士站屬於香港人的集體回憶，是故要求保留。
在區議會、保育團體及地區人士的強烈反對下，政府於2011年讓步，推出改善方案，就是確保尖沙嘴天星碼頭巴士總站的15條巴士路線服務完全不會受到影響，巴士總站會與全新的交通交匯處一同發展，佔地約3,700平方米，至於露天廣場的面積則由原先的設計大減4成至5,100平方米，政府同時計畫在天星碼頭上蓋加以興建一層建築，用作發展食肆及觀景台，讓市民及遊客可以欣賞維多利亞港的景色。2011年8月，當局公佈尖沙咀露天廣場公開設計比賽的結果，惟因為規劃改變，故此未能夠使用得獎作品的設計。
2012年8月8日，政府宣佈在考慮區議會及地區人士意見和訴求後，以及在推出改善方案後，相關部門進行過相關的技術評估，發現碼頭的地基不能夠承受大規模的翻新及擴建工程，故此難以大幅度地擴充，以提供額外的休憩地方，同時一旦廣場面積減少4成，根本就難以作為具規模的發展，故此決定擱置尖沙嘴天星碼頭露天廣場計畫。商務及經濟發展局表示，由於區議會和公眾對維持現有巴士服務安排的強烈訴求，以及考慮到位於前水警總部的文物酒店落成啟用，廣東道一帶已經發展成為深受旅客歡迎的購物區，露天廣場計劃可以帶來的額外旅遊和經濟效益相對有限。在權衡各項考慮後，決定擱置尖沙咀露天廣場計劃。
計劃被擱置後，外界反應普遍正面，但是亦影響到尖沙嘴東的麼地道公共運輸交匯處的未來發展。於2011年11月發表的審計報告中，審計署就曾經批評運輸署錯估需求兼且浪費資源，指出露天廣場計畫若然無法落實，或者根本毋須耗資1億4,300萬港元興建該交匯處，建議運輸署改善交匯處的規劃。油尖旺區區議員陳偉強則指出，即使計畫擱置，尖沙嘴一帶的交通仍然是非常擠塞，既然麼地道交匯處的使用情況欠理想，建議運輸署與巴士公司進行協調，通過分流巴士路線以紓緩目前的交通情況。油尖旺區議會交通運輸委員則表示，對於擱置計劃感可惜，但是區議會會以計劃對市民造成的交通影響為主要考慮，雖然計劃擱置，區議會仍然會在小型工程上改善該處的環境。此外，有消息指，政府亦不認為擱置計畫等同是浪費金錢，因為該交匯站現時至少有6條巴士路線和綠色小巴使用，不認為是浪費，計劃被擱置後，交匯處的資源更可以被充分地利用；運輸署亦會與巴士公司商討改善交匯處的規劃，以改善未來的交通情況。而天星小輪總經理梁德興表示，天星小輪提升現有設施及擴建碼頭範圍的計劃不會改變，例如會將地舖向前推，但是工程範圍會縮小，具體情況仍然有待與運輸署及相關政府部門商議討論。

## 聚集大批旺角表演者

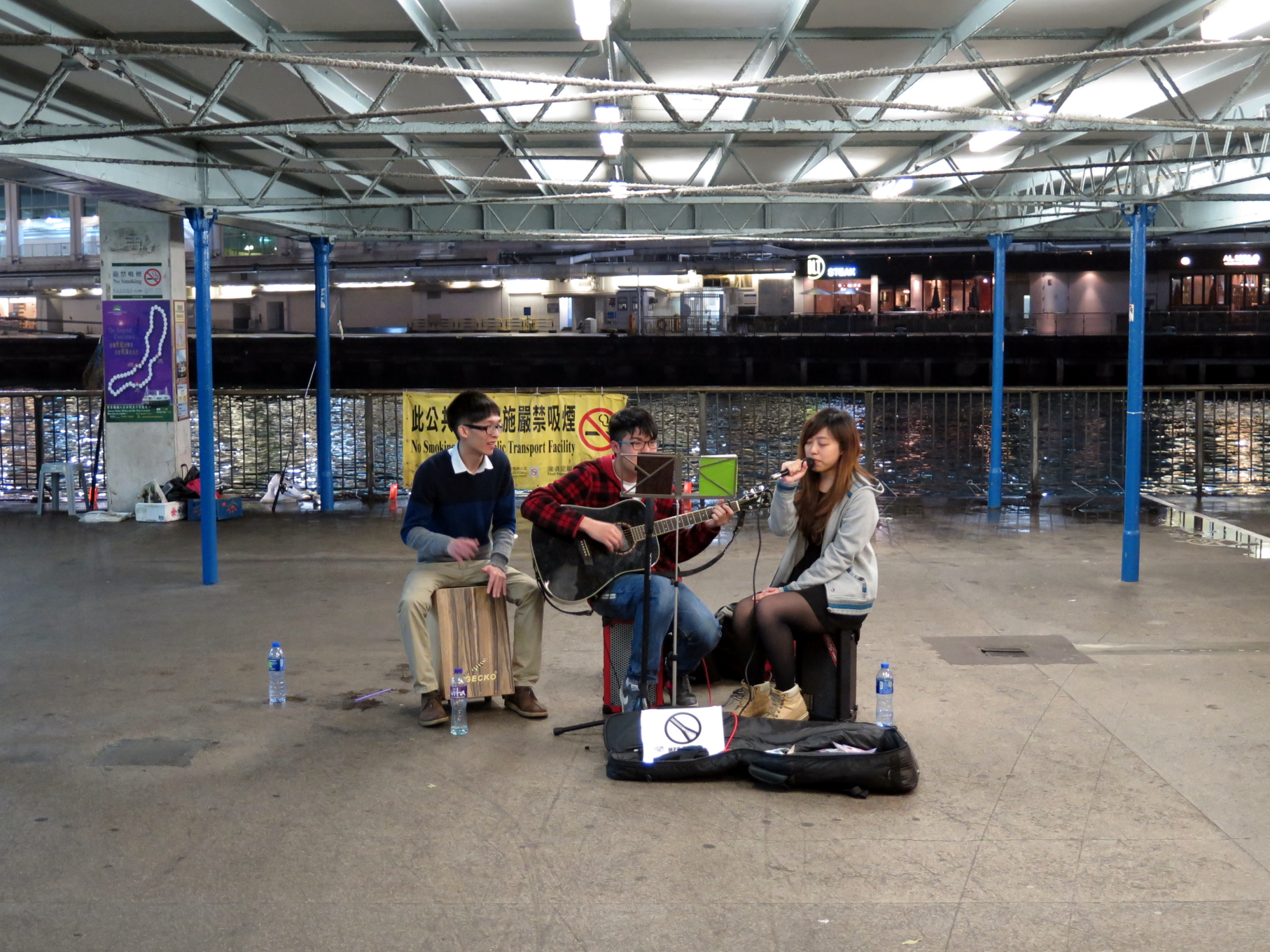
碼頭對出晚上有不少年青人表演音樂

自旺角西洋菜南街行人專用區在2018年7月29日「殺街」後，大媽歌舞團轉為到尖沙嘴碼頭一帶表演，記者發現噪音情況嚴重，聲浪逾90分貝。警方及碼頭管理人員在場戒備。有街頭表演者更聲稱有一名坐輪椅的婦人｢收陀地｣，要求給予200元保護費，否則將會妨礙他們演出。區議員余德寶表示，就首個星期已收到逾10宗關於碼頭噪音及阻街的投訴。市民認為政府「殺街」只是逃避問題，長遠要作出規管。到8月8日，近天星碼頭一帶有大型商戶正考慮申請禁制令，禁止表演者在該處表演。

## 建築

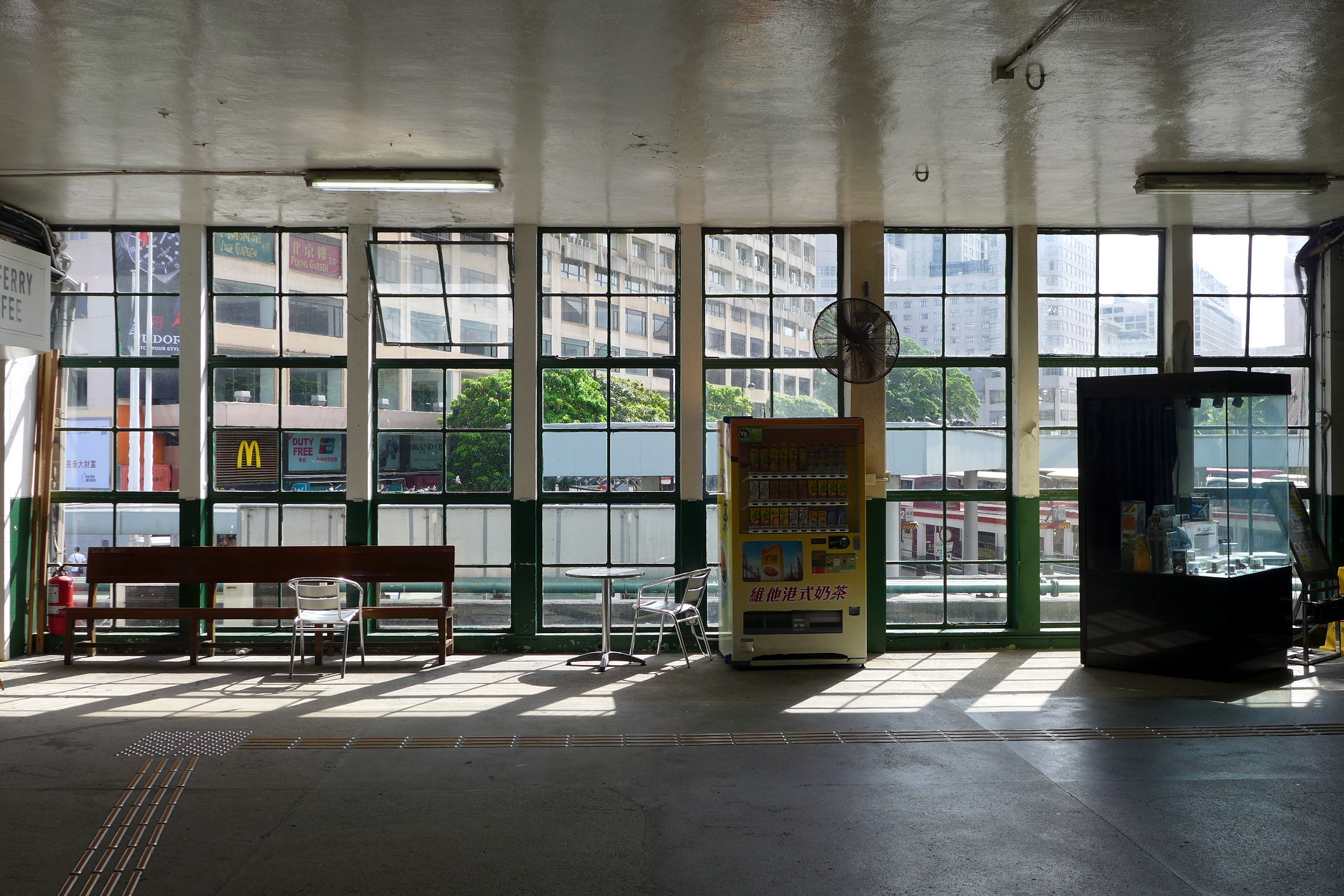
尖沙咀天星碼頭玻璃窗

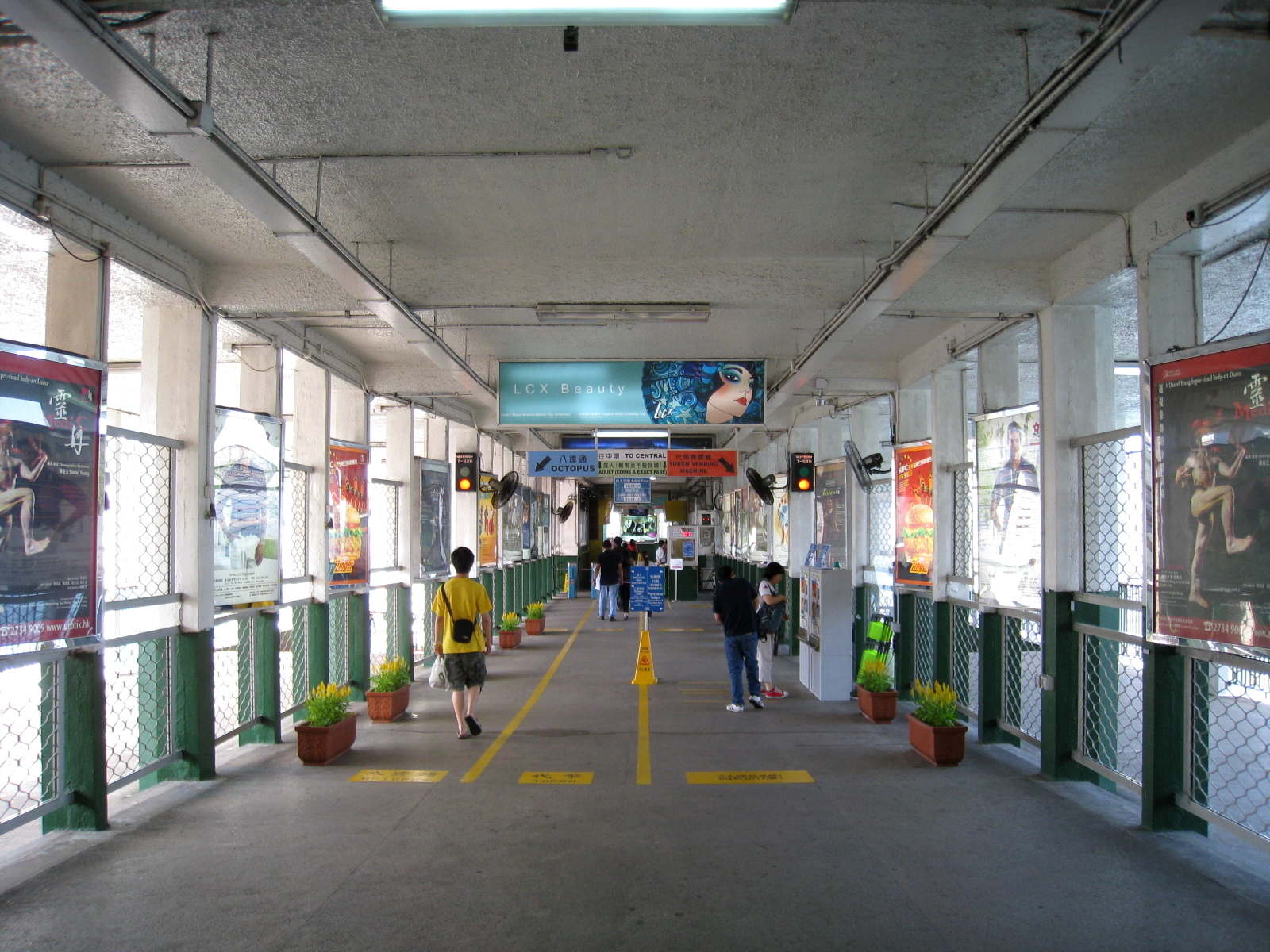
尖沙咀天星碼頭入口閘位

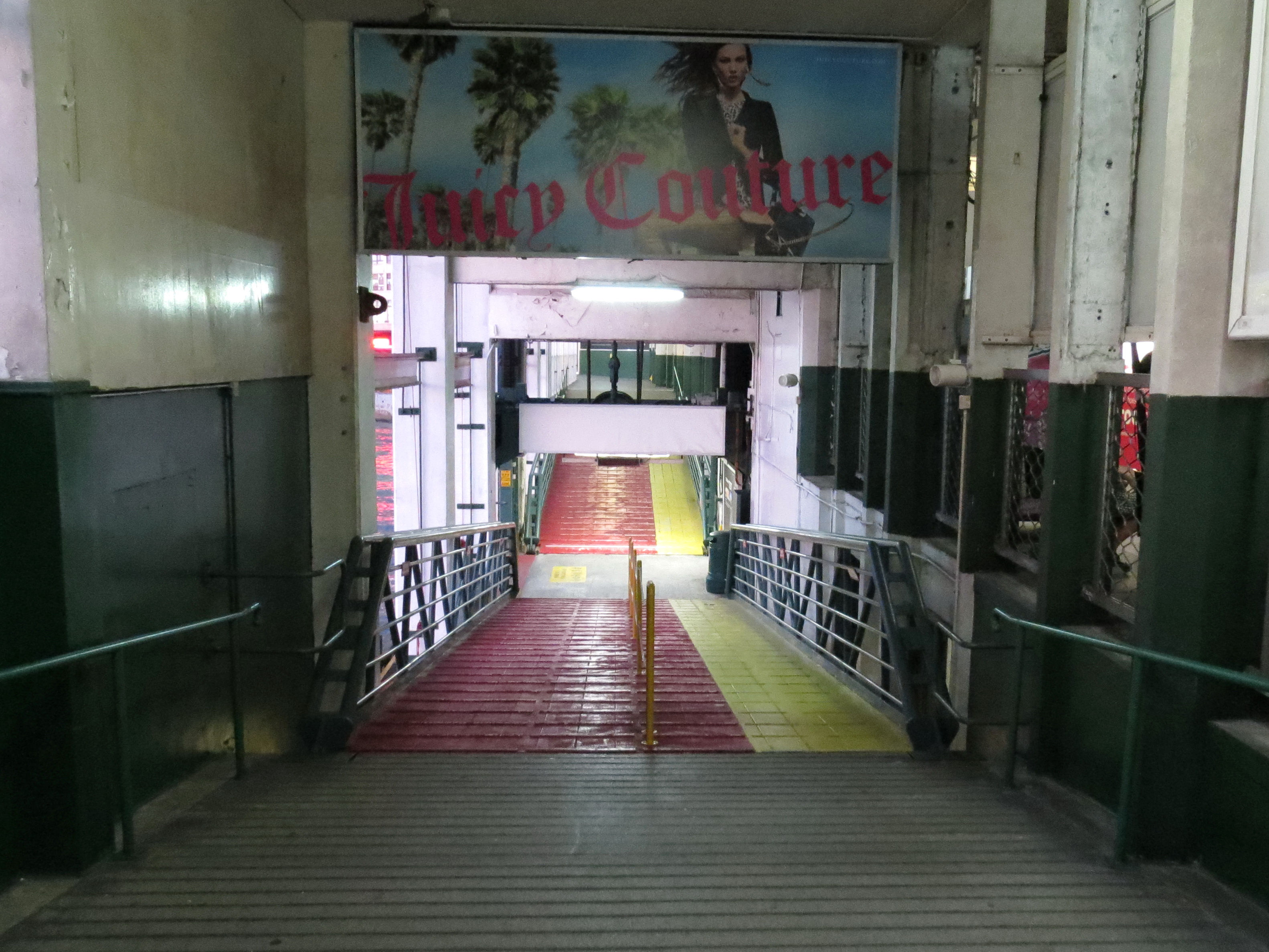
尖沙咀天星碼頭連接跳板的通道，黃色的部份設有槽紋以便輪椅平滑通過

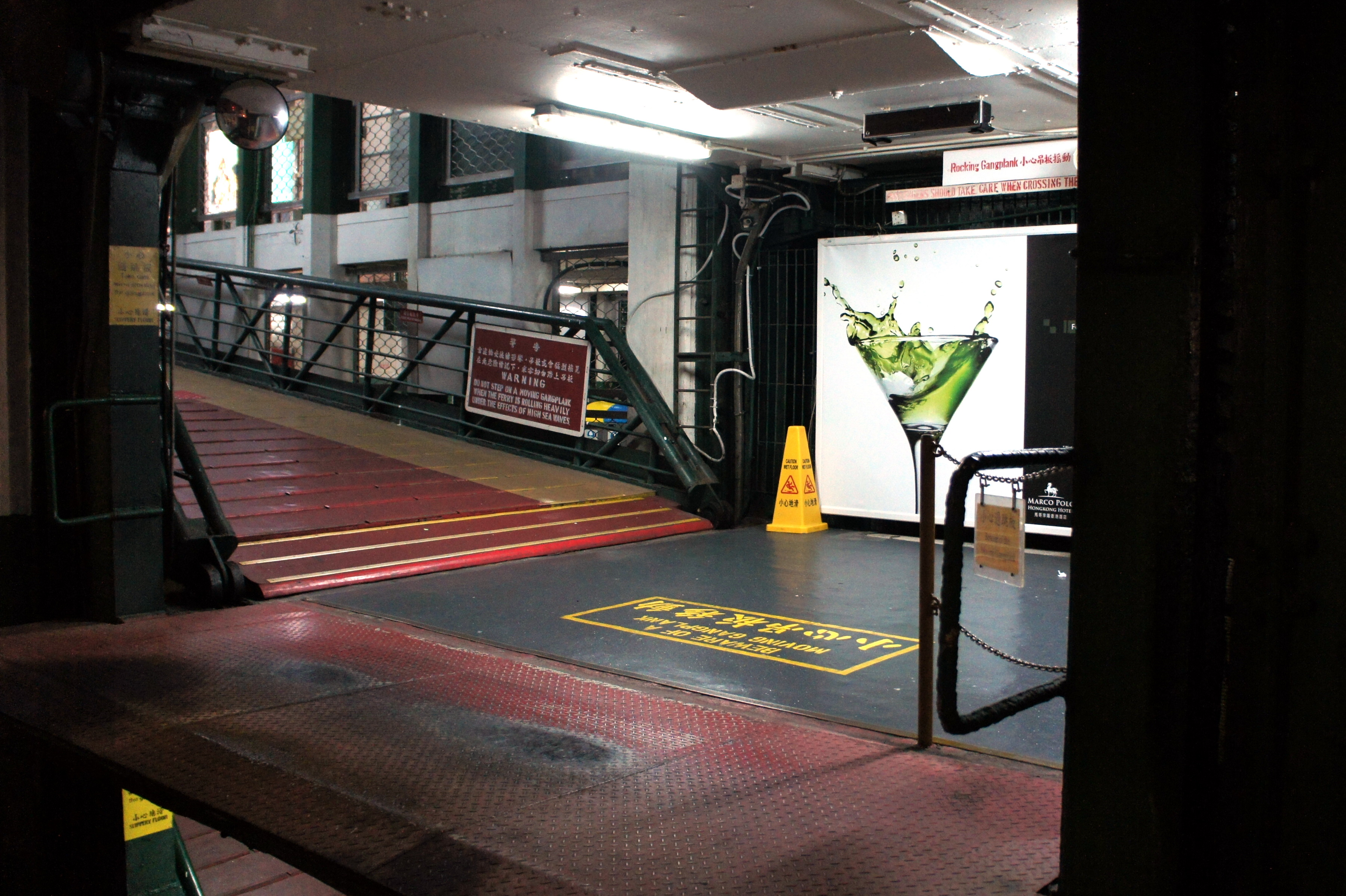
尖沙咀天星碼頭的碼頭跳板

尖沙咀天星碼頭與對岸同期落成的愛丁堡廣場碼頭同屬摩登流線型風格，均以簡樸實用為主。然而由於鄰近尖沙咀鐘樓，因此碼頭建築並未設有鐘樓。

## 鄰近景點
| - 尖沙咀鐘樓 - 海運大廈 - 星光行 - 香港文化中心 - 梳士巴利道 - 彌敦道 - 廣東道 - 香港星光大道 - 尖東海旁 - 九龍公園 - 尖沙咀海濱花園 - 訊號山公園 | - 香港太空館 - 香港藝術館 - 半島酒店 - 香港洲際酒店 - 香港喜來登酒店 - 馬哥孛羅酒店 - 香港凱悅酒店 |

## 警方禁止無許可證人士表演
尖沙咀天星碼頭在2010年代起成為街頭表演熱點。不過在2022年11月起，警方在該處貼出告示禁止玩樂器，並表示已經有案例定罪。有從事街頭表演7年的表演者表示目前的打壓是十分厲害，玩一兩首便於警員要求離開。表演者的樂隊雖然在2021年曾經申請許可證，但之後並無任何消息，對此感到無助，並認為是扼殺表演空間，擔心街頭表演很快在香港消失。警方指街頭表演者與一般市民一樣必須守法。而大律師李健志認為無警方許可證表演亦不構成犯法，重點是有否造成滋擾和阻街。

## 外部連結
- 尖沙咀天星碼頭相冊
- 尖碼之聲 Our Bus Terminal" （页面存档备份，存于）

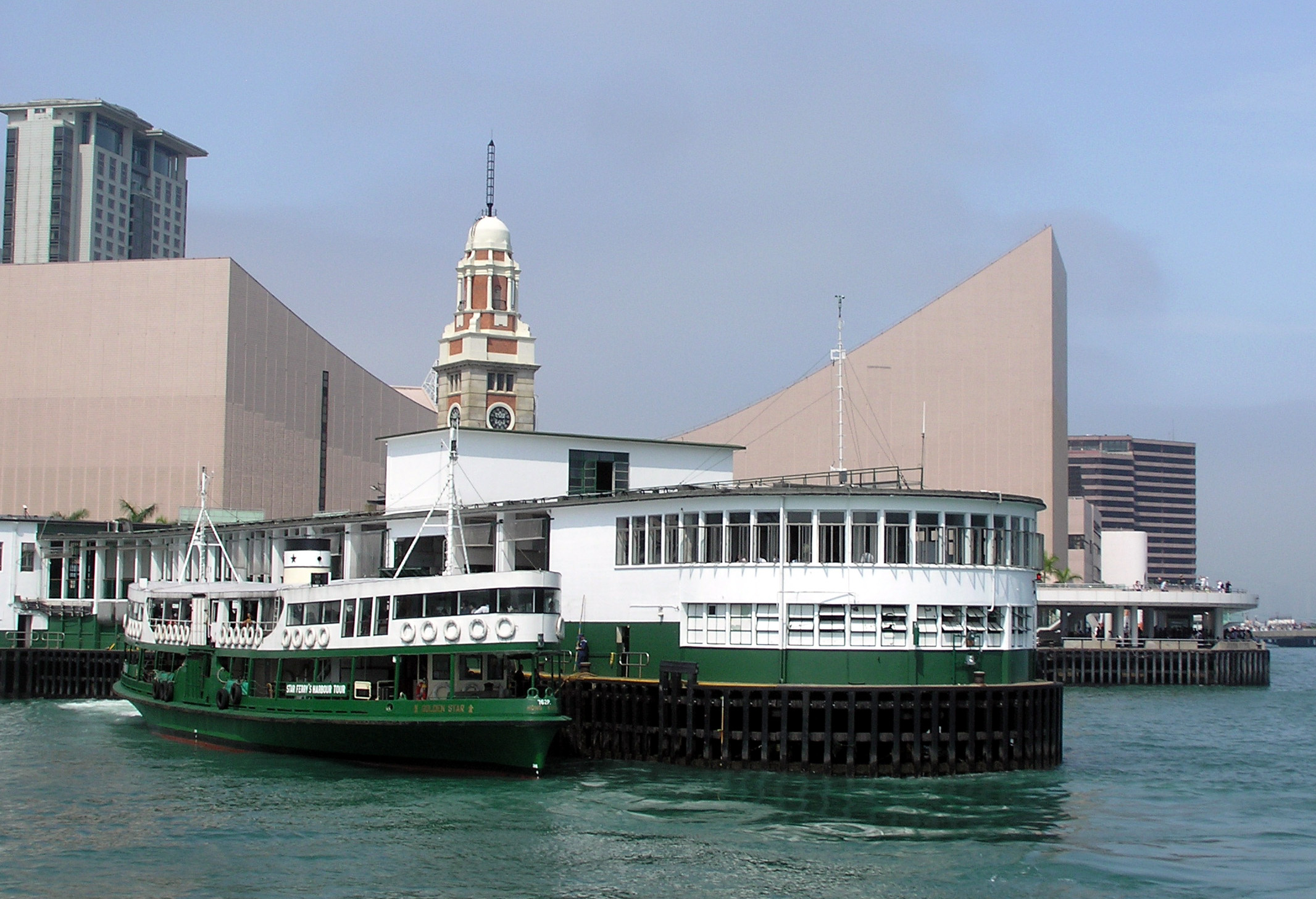
海中眺望尖沙咀天星碼頭

- Facebook 群組 "反對遷拆尖沙咀碼頭巴士總站 Say NO to relocation of Tsim Sha Tsui Star Ferry Bus Terminal" （页面存档备份，存于）